# Stag Night
Stag Night là phim kinh dị của Mỹ năm 2008 do Peter A. Dowling đạo diễn và biên kịch, với sự tham gia diễn xuất của Kip Pardue, Vinessa Shaw và Breckin Meyer. Nội dung phim phim kể về bốn thanh niên và hai cô gái điếm đang đi vui chơi trong thành phố New York bỗng bị lạc vào một đường hầm tàu điện ngầm đã đóng cửa, và tại nơi đây họ phát hiện ra những cảnh giết người dã man của những tên sát nhân quái dị.

## Nội dung
Bộ phim kể về bốn người thanh niên và hai cô gái điếm đang đi vui chơi trong thành phố New York bỗng bị lạc vào một đường hầm tàu điện ngầm đã đóng cửa từ những năm 1970. Tại nơi đây họ phát hiện ra những cảnh giết người dã man của những tên sát nhân quái dị mà nạn nhân của chúng là một sĩ quan cảnh sát cùng nhiều du khách khác, lúc này họ chỉ biết rằng phải tìm đường thoát ra khỏi nơi kinh hoàng này nhanh trước khi bị bọn sát nhân đó tìm và giết.

## Diễn viên
- Kip Pardue vai Mike
- Vinessa Shaw vai Brita
- Breckin Meyer vai Tony
- Scott Adkins vai Carl
- Karl Geary vai Joe
- Sarah Barrand vai Michele
- Rachel Oliva vai Claire
- Luca Bercovici vai tên sát nhân 1
- Genadii Gancheva vai tên sát nhân 2
- Radoslav Parvanov vai tên sát nhân 3
- Suzanna Urszuly vai người đàn bà
- Itai Diakov vai đứa trẻ dưới đường hầm
- Nikolai Sotirov vai ông già
- Phil Jackson vai tài xế tắc xi
- Vencislav Stojanov vai người cảnh sát
- Jo Marr vai người thanh niên
- Amy Mihailova vai người phụ nữ trẻ
- Yordan Zahariev vai kẻ giả dạng
- Gabriel Balanica vai kẻ giả dạng
- Maya Andreeva vai bà già
- Dennis Andreev vai đứa trẻ
- Lyubomir Yonchev vai Shanty Town Bo